# جيانيس ارجيريس
جيانيس ارجيريس (باليونانية: Γιάννης Αργύρης)‏ هو ممثل يوناني، ولد في 1918 بسخيماتاري في اليونان، وتوفي في 22 يوليو 1993.

## وصلات خارجية
- جيانيس ارجيريس على موقع IMDb (الإنجليزية)
- جيانيس ارجيريس على موقع قاعدة بيانات الفيلم (الإنجليزية)